# أسل منتشر
أسل منتشر (الاسم العلمي: Juncus diffusus) نوع نباتي يتبع جنس الأسل وينتمي إلى الفصيلة الأسلية.